# UFC Fight Night: Cerrone vs. Till
UFC Fight Night: Cerrone vs. Till var en MMA-gala som arrangerades av Ultimate Fighting Championship och ägde rum 21 oktober 2017 i Gdańsk i Polen. 

## Resultat
1. ↑  Catchweight 189 lbs.'"`UNIQ--ref-00000004-QINU`"'